# Britta Johansson Norgren
Britta Johansson Norgren, née le 30 mars 1983 à Bälinge, est une fondeuse suédoise. Elle remporte notamment deux médailles en relais aux Championnats du monde.

## Biographie
Pensionnaire du club de Sollefteå, Britta Norgren commence sa carrière internationale lors de la saison 2001-2002, où elle présente aux Championnats du monde junior (dixième du sprint). En 2003, elle court une course sprint à la Coupe du monde à Borlänge et fint dans les points (29e). Lors de la saison 2005-2006, elle figure dans les points à presque chaque sortie en Coupe du monde, avec un pic à Lago di Tesero, où elle est onzième du quinze kilomètres libre. Onzième est aussi son meilleur résultat individuel aux Jeux olympiques de Turin sur le dix kilomètres classique, avant de se classer quatrième avec le relais. Elle monte ensuite sur son premier podium dans la Coupe du monde en sprint par équipes à l'étape de Sapporo avec Anna Karin Strömstedt.
Elle n'est jamais montée sur un podium individuel au niveau mondial malgré plusieurs quatrièmes places en Coupe du monde. En revanche, elle a remporté deux médailles en relais aux Championnats du monde : bronze en 2009 et argent en 2011 et compte huit podiums collectifs en Coupe du monde, dont une victoire en relais en 2007 à Davos et une en sprint par équipes avec Charlotte Kalla aussi en 2007 à Düsseldorf. Au niveau national, elle est championne du sprint classique en 2009. En 2014, elle dispute ses troisièmes Jeux olympiques à Sotchi, où elle prend le quatorzième rang du sprint pour sa dernière compétition dans le circuit mondial de ski de fond.
Elle se reconvertit dans les courses longue distance de type marathon, courant ses premières épreuves en 2015. Sa deuxième victoire intervient en 2016 à la Marcialonga. En 2017 et 2019, elle gagne la fameuse course Vasaloppet.
Elle s'est mariée avec l'entraîneur de biathlon Jonas Johansson.

## Palmarès

### Jeux olympiques
| Épreuve / Édition | Sprint                           | Sprint                           | 10 km                            | 10 km                            | Poursuite / Skiathlon 2 × 7,5 km | 30 km | Relais | Relais   |
| Épreuve / Édition | libre                            | classique                        | libre                            | classique                        | Poursuite / Skiathlon 2 × 7,5 km | 30 km | Sprint | 4 × 5 km |
| JO 2006 Turin     | 13e                              | Épreuve inexistante à cette date | Épreuve inexistante à cette date | 11e                              | 15e                              | 28e   | —      | 4e       |
| JO 2010 Vancouver | Épreuve inexistante à cette date | —                                | 29e                              | Épreuve inexistante à cette date | 52e                              | —     | —      | —        |
| JO 2014 Sotchi    | 14e                              | Épreuve inexistante à cette date | Épreuve inexistante à cette date | —                                | 37e                              | —     | —      | —        |

Légende :
- : pas d'épreuve
- — : non disputée par Norgren

### Championnats du monde
| Épreuve / Édition | Sprint                           | Sprint                           | 10 km                            | 10 km                            | Poursuite / Skiathlon 2 × 7,5 km | 30 km   | Relais | Relais   |
| Épreuve / Édition | libre                            | classique                        | libre                            | classique                        | Poursuite / Skiathlon 2 × 7,5 km | 30 km   | Sprint | 4 × 5 km |
| 2007 Sapporo      | Épreuve inexistante à cette date | 26e                              | —                                | Épreuve inexistante à cette date | 27e                              | 32e     | 4e     | 4e       |
| 2009 Liberec      | 38e                              | Épreuve inexistante à cette date | Épreuve inexistante à cette date | —                                | —                                | Abandon | —      | Bronze   |
| 2011 Oslo         | —                                | Épreuve inexistante à cette date | Épreuve inexistante à cette date | —                                | —                                | 31e     | —      | Argent   |

### Coupe du monde
- Meilleur classement général : 30e en 2009.
- 8 podiums en épreuve par équipes : 2 victoires, 3 deuxièmes places  3 troisièmes places.
- Meilleur résultat individuel : 4e.

#### Classements par saison
| Saison    | Classement général final | Classement distance | Classement sprint |
| 2002-2003 | 102e                     |                     | 67e               |
| 2005-2006 | 35e                      | 36e                 | 23e               |
| 2006-2007 | 38e                      | 80e                 | 22e               |
| 2007-2008 | 96e                      |                     | 73e               |
| 2008-2009 | 30e                      | 35e                 | 16e               |
| 2009-2010 | 50e                      | 44e                 | 42e               |
| 2010-2011 | 32e                      | 31e                 | 24e               |
| 2012-2013 | 61e                      |                     | 32e               |
| 2013-2014 | 36e                      | 44e                 | 26e               |

### Marathon de ski
Elle gagne notamment les courses suivantes :
- La König-Ludwig-Lauf en 2015.
- La Marcialonga en 2016.
- La Jizerská padesátka en 2016, 2018 et 2020.
- La Diagonela en 2016 et 2018.
- La Sgambeda en 2016 et 2017.
- La Vasaloppet en 2017 et 2019.
- L'Årefjällsloppet en 2017.
- Le Fossavatn Ski Marathon en 2017.
- La Tjejvasan en 2016, 2017, 2019 et 2020.
- La Kaiser-Maximilian-Lauf en 2018 et 2019.
- Toblach-Tortina en 2018 et 2020.

### Championnats de Suède
- Championne sur le sprint classique en 2009.